# Западноафриканская кухня

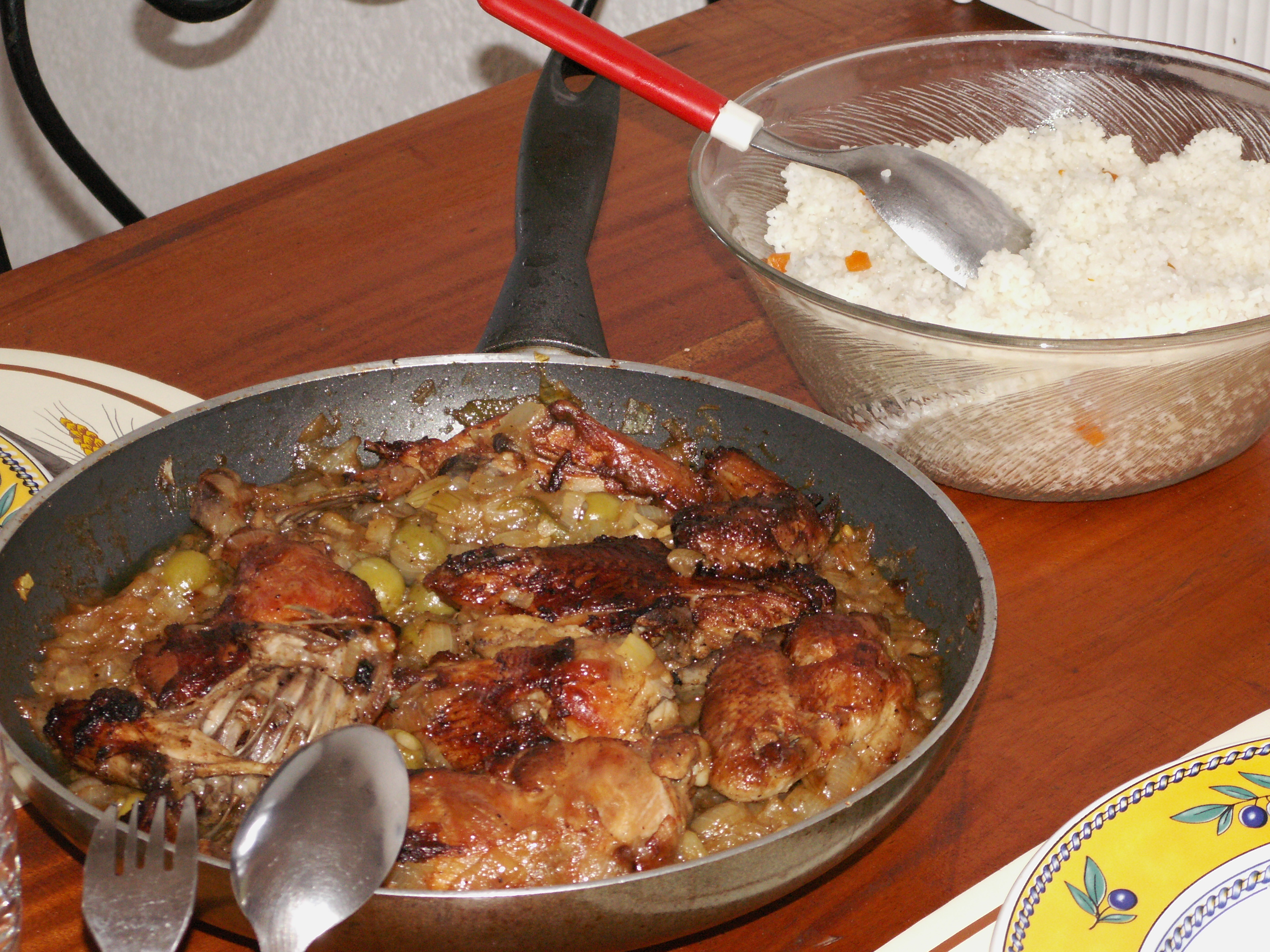
Сенегальская ясса-пуле, острое блюдо, которым наслаждаются во всем западноафриканском регионе, приготовленное из дижонской горчицы, лука, лимонного сока, оливок и острого перца

Западноафриканская кухня включает в себя разнообразные продукты, представленные в шестнадцати странах. В Западной Африке многие семьи выращивают и собирают себе пищу, внутри семьи существует разделение труда. Местные продукты питания состоят из ряда растений и животных важных для населения, чей образ жизни зависит от земледелия и охоты.
История Западной Африки также играет большую роль в кухне и рецептах, поскольку взаимодействие с различными культурами (особенно с арабским миром, а затем с европейцами) на протяжении веков привело к появлению многих продуктов и ингредиентов, которые впоследствии стали ключевыми компонентами различных национальных кухонь.

## История
За столетия португальцы, французы и британцы оказали ограниченное влияние на региональные кухни. Однако именно европейские исследователи и торговцы привезли перец чили, кукурузу и помидоры из Нового Света, и они стали распространёнными компонентами западноафриканской кухни, наряду с арахисом, маниокой и бананами. В свою очередь, невольничьи корабли доставляли в Новый Свет африканские продукты, в том числе черноглазый горох и бамию.
Примерно во время колониального периода, особенно во время борьбы за Африку, европейские поселенцы определили колониальные границы без учета ранее существовавших границ, территорий или культурных различий. Это разделило племена пополам и создало колонии с разными кулинарными стилями. В результате трудно дать четкое определение, например, сенегальской кухне.
Хотя европейские колонисты принесли на африканский континент много новых ингредиентов, они относительно мало повлияли на то, как люди готовят еду в Западной Африке. Местная кулинарная традиция существует, несмотря на влияние колонизации и продовольственной миграции, которые произошли давно.

## Ингредиенты

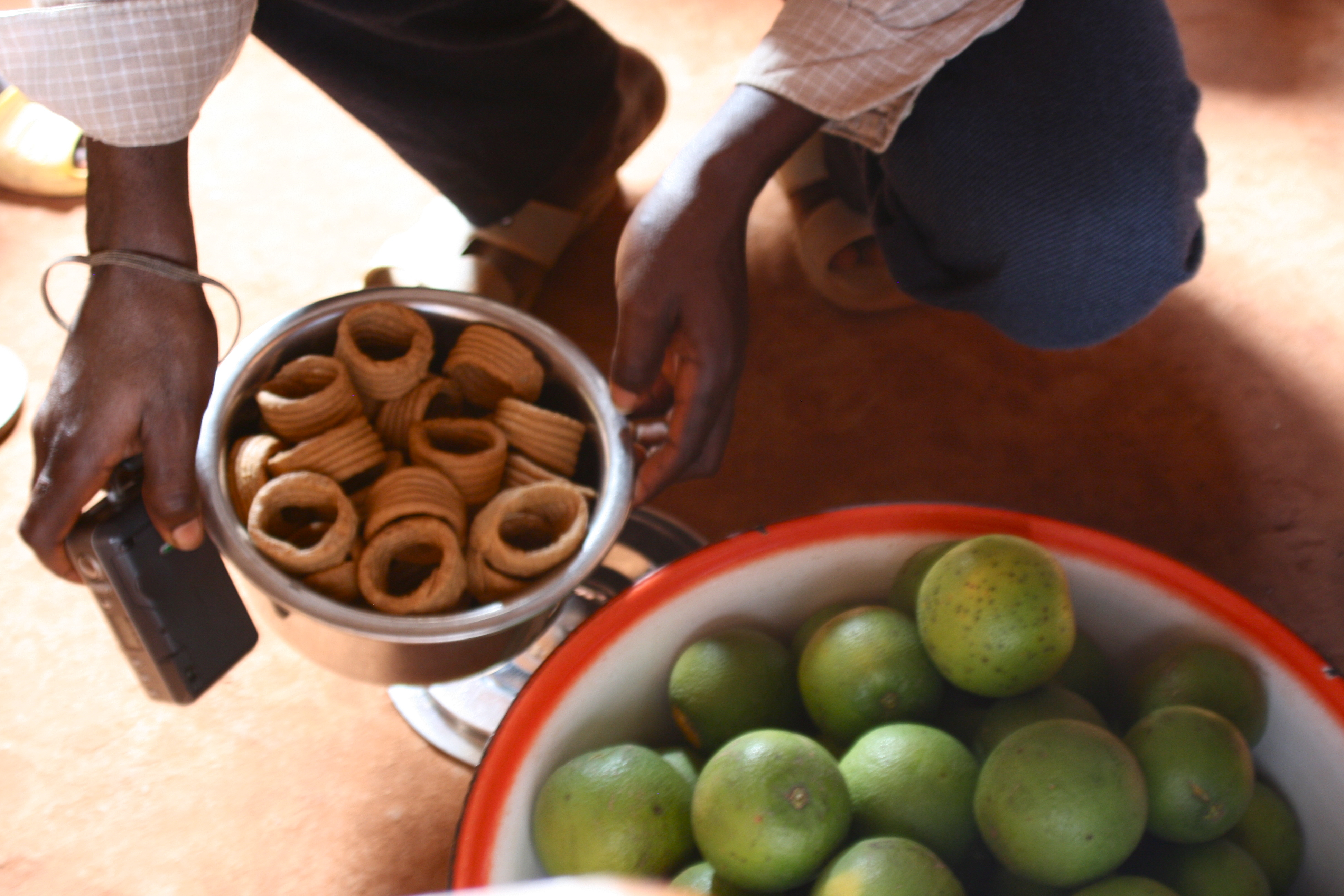
Klouikloui, кольца жареного арахисового масла, которые подают в Бенине

Хотя между местными кухнями Западной Африки есть очевидные различия, существует и много общего, в основном в используемых ингредиентах.
Многие блюда обогащены основой из помидоров, лука и перца чили . Комбинация этих трех ингредиентов, обжаренных в масле, считается важной и даже «священной» кулинарной техникой в регионе, она аналогична «святой троице» каджунской и креольской кухни в Соединенных Штатах, софрито, используемое в испаноязычных странах мира, соффритто в Италии и мирапуа во Франции.
Наиболее распространенным кулинарным маслом является масло пальмового ореха, которое традиционно ассоциируется с прибрежными районами и придает пище характерный цвет, вкус и текстуру, в то время как масло ши чаще используется в Сахеле. Называемый по-французски карите, что происходит от арабского слова ghartī, оно ценится за богатый вкус.
Есть свои определенные ингредиенты  в разных странах. В Гане наиболее часто используемыми ингредиентами являются острый перец, имбирь и кукуруза. Ганцы используют острый перец, потому что считают, что острый перец охлаждает тело и очищает его. В Сенегале основными ингредиентами среди многих других являются гамбо, острый перец, рис, просо, арахис, имбирь, листья тамаринда и плоды баобаба, а также растительное масло.
Для общего представления о Западной Африке, по словам Фран Оссео-Асаре, распространенными ингредиентами для западноафриканского региона являются листья баобаба, злаки: сорго, просо и фонио, орех кола, семена эгуси, цесарки, перец мелегета, пальмовое масло, бамия и рис. Окра или бамия (как загуститель) используется в качестве основы для супов и тушеных блюд, также черноглазый горох и кунжут, согласно Харрису в «High on the Hog».

## Приправы
Специи играют относительно менее заметную роль в кулинарии Западной Африки по сравнению, скажем, с кухней Северной Африки. Повара по-немногу используют специи и травы, такие как имбирь, кориандр и тимьян.
Однако перец чили любят в Западной Африке в свежем, сушеном и порошкообразном виде, особенно в более жарких и влажных землях региона. Завезенный в Африку через некоторое время после того, как Христофор Колумб отплыл в Америку европейскими моряками. Утверждается, что потоотделение, вызванное острым острым перцем чили, помогает охладить кожу. Больше, чем в других регионах Африки, западноафриканцы щедро используют стручковый перец чили во многих своих соусах и тушеных блюдах. Кислота и жгучесть этих чрезвычайно острых перцев (оценка Scoville 200 000-300 000) добавляют уникальный вкус, а также остроту. Также предполагается, что перец чили помогает сохранить пищу, а также придает вкус относительно безвкусным тропическим продуктам, таким как корнеплоды.
Также широко используются семена гвинейского перца (Aframomum melegueta, также называемые райскими зёрнами или перцем мелегета), произрастающего в Западной Африке. Эта местная специя по вкусу и внешнему виду чем-то напоминает горошины перца, но имеет вкусовые нотки кардамона и семян кориандра. Когда-то в Средние века райские зерна были ценным товаром, достигавшим Европы через посредников из Северной Африки.
Сумбала (sumbala, soumbala) — это приправа, широко используемая в Западной Африке и используемая в манере, мало чем отличающейся от бульонного кубика. Обычно её готовят женщины в течение нескольких дней, традиционно из семян néré (Parkia biglobosa). Её можно производить из других видов семян, и использование соевых бобов для этой цели увеличивается в основном из-за нехватки семян нере.
Процесс изготовления включает в себя кипячение, очистку, а затем упаковку для ферментации - процесс ферментации придает приправе острый запах и в то же время развивается богатый, глубокий вкус умами или пикантный вкус. В готовый продукт можно добавить соль для увеличения срока хранения. Эта приправа традиционно продается в виде шариков или «пирожков», которые могут храниться в течение нескольких месяцев в наилучшем качестве. Это традиционный кулинарный ингредиент, используемый в Западной Африке, хотя менее традиционный бульонный кубик, в частности бренд Maggi, соперничает с ним по популярности.
Африканский поташ (карбонат калия) - это местная соль, используемая поварами для ароматизации и ускорения приготовления некоторых блюд. Он производится из древесной золы с помощью древнего процесса, который когда-то использовался пионерами-поселенцами в Северной Америке. 

## Овощи
Овощи являются частью любой западноафриканской трапезы. Обычно употребляемые в пищу овощи включают черноглазый горох, баклажаны, тыкву, кабачки, бамию, а также очень разнообразные как выращиваемые, так и собираемые зеленые листовых овощи, мало известные и используемые за пределами африканского континента.
Листья баобаба, листья тыквы, листья розеллы, листья батата и листья маниоки (которые содержат цианид в сыром виде и всегда бланшируются кипящей водой перед использованием для удаления токсинов) — это лишь некоторые из зеленых овощей, которые являются обычным явлением в кулинарии Западноафриканской кухни. Черноглазый горох является основой для популярной жареной закуски, всеми любимых оладий акараже.
Крахмалистые клубни и корнеплоды используются в качестве основного продукта питания, их подают к мясным и овощным блюдам, часто для снятия остроты перца. Маниока, кокоям, батат, бананы и ямс широко распространены в местной диете, и их обычно варят, а затем растирают пестиком и ступкой в густую крахмалистую пасту, называемую фуфу.
Помимо корнеплодов и клубнеплодов в Западной Африке употребляют в пищу другие крахмалосодержащие продукты: фонио, рис, просо, сорго и кукурузу.

## Мясо
Хотя в прошлом западноафриканцы ели гораздо больше овощей и намного меньше мяса, сегодня в их рационе больше мяса, соли и жиров. Морепродукты особенно популярны на побережье, и многие блюда сочетают в себе рыбу и мясо. Морепродукты — один из самых распространенных источников белка в Западной Африке.
Морепродукты настолько распространены в этом регионе, что на эту отрасль приходится даже четверть рабочей силы . Вяленая и копченая рыба придает аромат ряду соусов, тушеных блюд и других блюд, включая приправы, почти так же, как анчоусы и бекон придают вкус еде в ряде других кухонь. Их часто лепят и обжаривают в масле, а иногда готовят в соусе, приготовленном из острого перца, лука и помидоров, различных специй (таких как сумбала) и воды, чтобы получить сочетание тонких ароматов.
Курицу едят почти везде, а куриные яйца являются обычной пищей и источником белка. Также популярны яйца цесарок. В некоторых внутренних районах предпочитают говядину, свинину и баранину, причем преобладающим красным мясом является козлятина.
Суя (suya), популярный острый мясной кебаб на гриле, приправленный арахисом и другими специями, продается уличными торговцами в качестве вкусной закуски или ужина и обычно готовится из говядины или курицы.

## Типичные блюда
Некоторые блюда, широко распространеные в большинстве западноафриканских обществ, носят разные названия в разных местностях.

### Фуфу

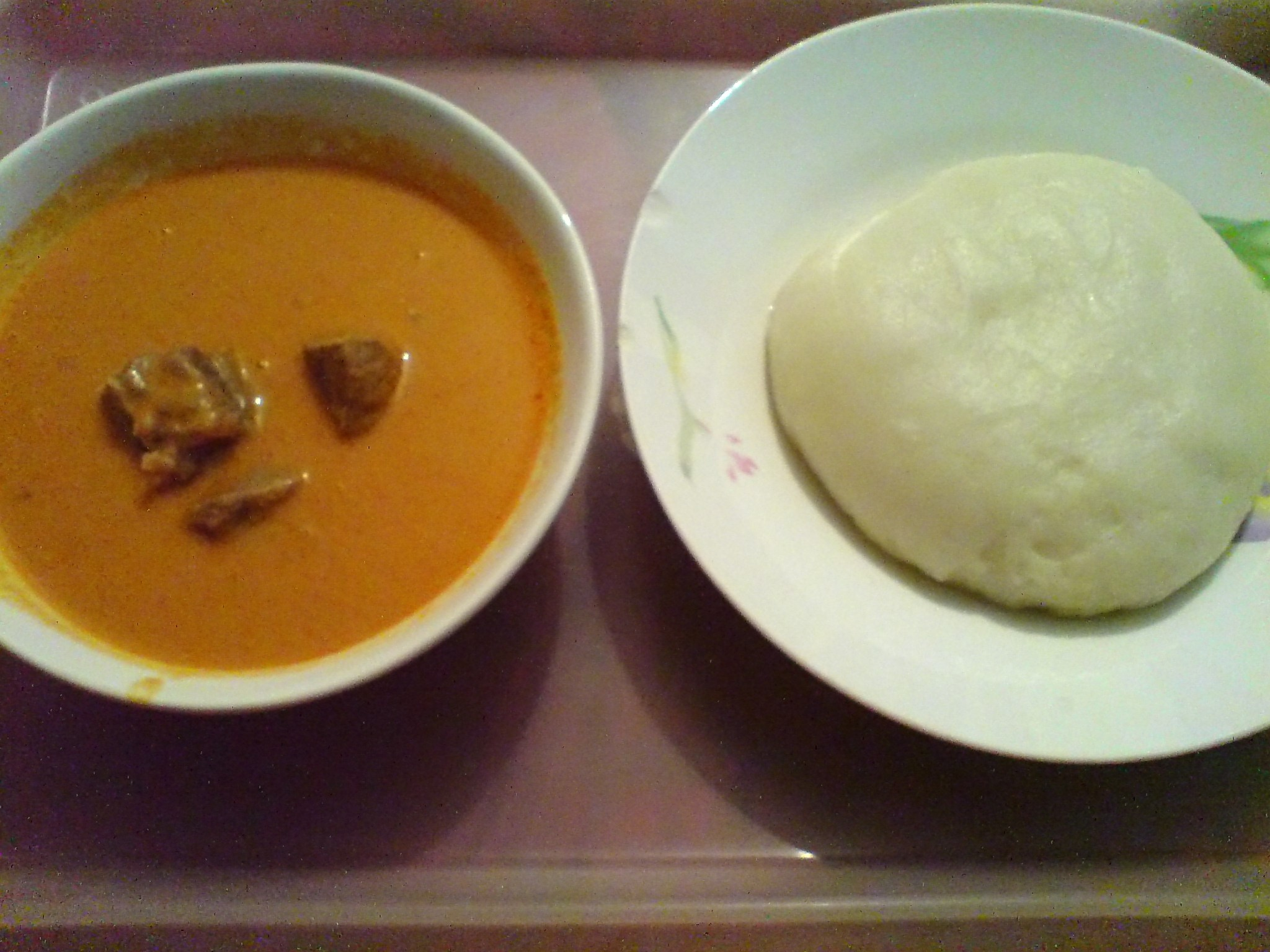
Тарелка фуфу с арахисовым супом

Фуфу обычно готовят из маниоки, ямса и иногда в сочетании с кокоямом, бананами или кукурузной мукой. В Гане фуфу в основном готовят из взбитых вместе вареной маниоки и незрелого банана, а также из кокояма. В настоящее время эти продукты превращаются в порошок/муку, и их можно смешивать с горячей водой для получения конечного продукта, что избавляет от необходимости взбивать его пестиком в ступке до достижения желаемой консистенции.
Фуфу также можно приготовить из манной крупы, риса или даже картофельных хлопьев быстрого приготовления. Часто блюдо до сих пор готовят традиционными способами: растирают продукты в ступке деревянной ложкой. В условиях, когда бедность не является проблемой или где легко доступны современные бытовые приборы, также можно использовать кухонный комбайн.
В Западной и Центральной Африке более распространенным методом является подача фуфу вместе с супом (ọbẹ). Помыв руки, посетитель отщипывает небольшой шарик фуфу и делает на нем углубление большим пальцем. Затем этот резервуар наполняется супом, и шарик съедается.
В Нигерии и Гане шарик часто не жуют, а проглатывают целиком — жевание фуфу считается бестактностью. Поэтому фуфу служит не только едой, но и посудой.
Одним из недостатков фуфу был запах, который сохраняется еще долго после еды, однако новые и улучшенные виды маниоки и улучшенная обработка маниоки устранили запах фуфу , сделав его более приемлемым в качестве еды.
Ассортимент супов, которые можно подавать с фуфу, включает, помимо прочего: легкий (томатный) суп, суп из пальмовых орехов, суп из арахиса , перечный суп  и другие виды супов с овощами, такими как бамия, нконтомире (листья кокояма) . Супы часто готовят из разных видов мяса и рыбы, свежих или копченых.

### Арахисовое рагу

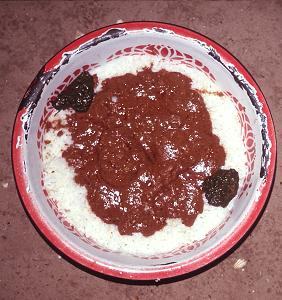
Маафе, приготовленное сенегальским поваром

Арахисовое рагу (maafe, mafé, maffé, maff, sauce d'arachide, tigadèguèna или tigadene ) – рагу на основе арахиса , распространенное в большей части Западной Африки и очень популярное в Сенегале, Гамбии, Мали, Гвинее и Кот-д'Ивуар. Варианты маафе появляются в кухнях народов Западной и Центральной Африки. После расширения ареала выращивания арахиса в колониальный период, маафе стало популярным блюдом в Западной Африке и на востоке, вплоть до Камеруна.
Рецепты рагу или стью сильно различаются, но по своей сути рагу из арахиса готовится с соусом на основе арахиса , «западноафриканской троицы» из помидоров, лука и перца чили, а мясные компоненты – баранина, говядина или курица. В прибрежных районах Сенегала маафе часто готовят из рыбы. Маафе традиционно подают с белым рисом (в Сенегамбии), кускусом (поскольку Западная Африка граничит с Сахарой) или фуфу и сладким картофелем бататом в более тропических районах .

### Джолоф

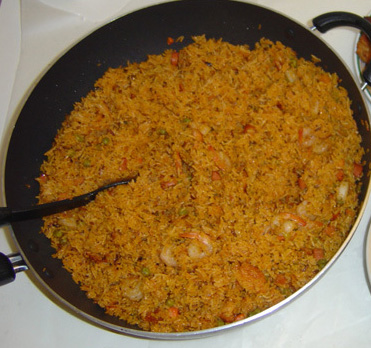
Рис джолоф

Рис джолоф, также называемый беначин (benachin), является популярным блюдом во всей Западной Африке. Он возник в Сенегале, но с тех пор распространился на всю Западную Африку, особенно в Нигерию и Гану, среди членов этнической группы волоф, от которой произошло слово «джоллоф».
Есть много вариантов риса джолоф. Наиболее распространенными основными ингредиентами являются рис, помидоры и томатная паста, лук, соль и красный перец. Кроме того, можно добавить почти любое мясо, овощи или специи.
Сенегальская версия риса джолоф немного отличается и называется ceebu jen, это национальное блюдо Сенегала. Вариант, thiebou yapp, или «рисовое мясо», готовится из говядины, баранины или другого красного мяса.

## Список других блюд Западной Африки
- Акара[англ.] (Akara)
- Алоко (Aloko)
- Качупа (Cachupa)
- Чин-чин (Chin chin)
- Кускус
- Дро суп (Draw soup)
- Эба (Ẹbà)
- Суп эгуси (Egusi soup)
- Фрехон (Frejon)
- Жареный банан или аллоко (alloco)— популярная версия, сделанная в Гане, называется kelewele или горячими чипсами из банана.
- Футари (Futari)
- Гарри (Garri, молотая маниока)
- Джолоф
- Жареная рыба
- Фуфу
- Кедженоу (Kedjenou)
- Кенки (Kenkey)
- Коко (Koko)
- Кокоро (Kokoro)
- Мясной пирог
- Мойн мойн (Moin moin)
- Ндоле (Ndolé)
- Нгоме (Ngome)
- Суп огбоно (Ogbono soup)
- Оги (Ogi)
- Соус палавер (Palaver sauce)
- Арахисовый суп
- Толченый ямс
- Паф-паф (Puff-puff)
- Соус aux feuilles de patates douces
- Суя (Suya)
- Суп из пальмовых орехов
- Ред-ред (Red Red)
- Хлеб тапалапа (Tapalapa  bread)
- Вагаси (Wagasi)
- Ясса с курицей

## Напитки

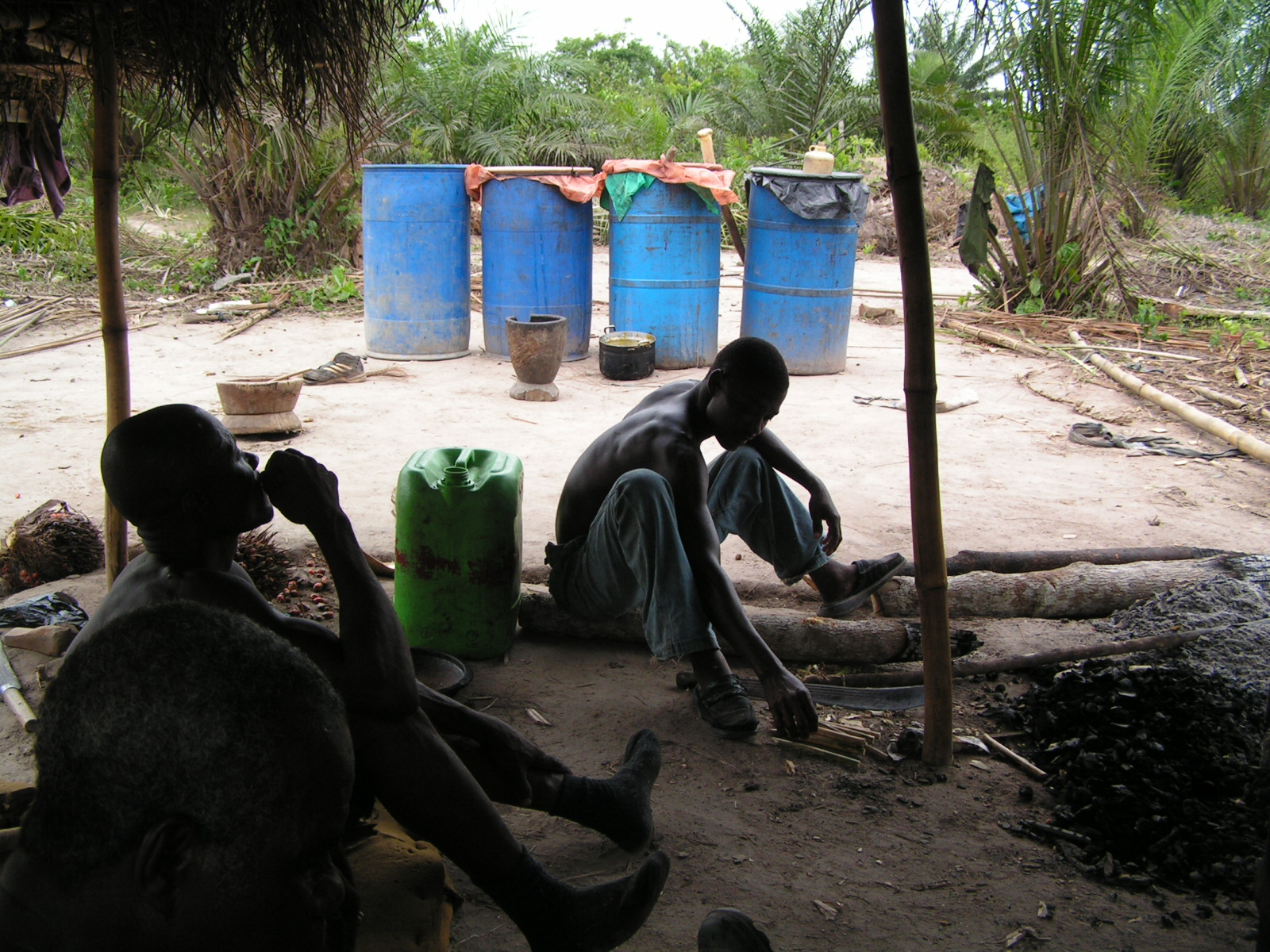
Местная дистилляция пальмового вина в Гане

Пальмовое вино — распространённый алкогольный напиток, приготовленный из перебродившего сока различных видов пальм, обычно продаётся в сладком (менее ферментированном, сохраняющем больше сахара) или кислом (более ферментированном, что делает его более крепким и ароматным) вариантах. Пиво из проса также распространено и популярно.

## Этикет
Столовая общая, присутствующие едят пальцами. Вода имеет очень сильное ритуальное значение во многих странах Западной Африки (особенно в засушливых районах), и часто является первым, что африканский хозяин предлагает своему гостю.